# Luxembourg aux Jeux olympiques d'été de 1952
Le Luxembourg  participe aux Jeux olympiques d'été de 1952 à Helsinki du 19 juillet au 3 août 1952. Il s'agit de sa 8e participation à des Jeux olympiques d'été.

## Médaille
| Médaille | Discipline | Épreuve      | Athlète        | Performance  |
| -------- | ---------- | ------------ | -------------- | ------------ |
| Or       | Athlétisme | 1 500 mètres | Joseph Barthel | 3 min 45 s 1 |

## Athlétisme
Le Luxembourg aligne sept représentants aux épreuves d'athlétisme. Joseph Barthel gagne l'or sur 1 500 mètres.

## Boxe
Le Luxembourg a quatre représentants dans les épreuves de boxe.

## Canoë-kayak
Quatre sportifs sont présents pour le Luxembourg.

## Cyclisme
Le Luxembourg aligne quatre participants aux épreuves de cyclisme.

## Escrime
Quatre hommes participent à l'escrime pour le Luxembourg.

## Football
Une équipe masculine est alignée.

## Gymnastique
Six hommes participent à la gymnastique pour le Luxembourg.

## Lutte
Le Luxembourg est représenté dans les compétitions de lutte par trois sportifs.

## Natation
René Kohn (lb) participe à la natation.